# DARTSLIVE NETWORK SERVICE
DARTSLIVE NETWORK SERVICEとは、株式会社ダーツライブが運営するソフトダーツのネットワークサービスである。

## 概要
DARTSLIVE NETWORK SERVICEとは、ダーツライブ社が提供しているダーツマシン「DARTSLIVE」「DARTSLIVE2」と専用ICカードである「DARTSLIVE CARD」を使い、ネットワーク対戦やプレーヤーの成績を保存できるサービスである。なお、一部の機能は有料サービスとなっている。

## 沿革
ダーツライブ社は元々、株式会社セガの子会社ヒットメーカーと、アメリカのソフトダーツマシン製造会社メダリスト・マーケティング・コーポレーションの合弁会社として2003年に設立されており、会社設立の前後より本サービスの実証実験をBee SHIBUYAにて実施していた。実験開始後1年ほどたった2004年10月になり、実験を終了してサービスを本格運用するに至り、本サービスが開始された。
当初、機材はメダリスト社が製造したspectrumシリーズのソフトダーツマシンにカードリーダー装置であるDARTSLIVE CVTキットを取り付けたDARTSLIVEマシンが使用されていたが、2008年12月よりカードリーダーとダーツマシンが一体化したDARTSLIVE2が登場し、このDARTSLIVE2によって2009年7月より新たなネットワーク対戦「DARTSLIVE ARENA」の運用を開始した。
また、2006年12月より本ネットワークを使用するタッチパネル式ゲーム「TouchLive」のサービス運用を開始している。

## サービス
- ネットワーク対戦
- クリケット、01ゲームのフライト・レーティング・スタッツの計算・保存
- カウントアップのハイスコアの保存
- 過去1週間のゲーム結果の表示
- 過去半年間の月間データの集計
- 通算アワード数の保存
- グループメンバーとのメッセージ交換、対戦成績の保存